# Cukasa Umesaki
Cukasa Umesaki (japonsko 梅崎 司), japonski nogometaš, * 23. februar 1987.
Za japonsko reprezentanco je odigral eno uradno tekmo.